# ハーベスター
ハーベスターまたはハーベスタ (harvester) とは、収穫や伐採を行う農業機械及び林業機械の総称である。

## 概要
収穫を行う機械は全てハーベスターであり、様々な作物に対応したハーベスターがある。一般にも良く知られるコンバイン(コンバインハーベスター)は麦やトウモロコシなど主に穀物の収穫に利用されるものであり、日本で発展した自脱型コンバインは水稲で育てられた米に対応したものとなる。
これ以外にもジャガイモ、テンサイ（ビート）、綿、家畜用飼料などのハーベスターがあり、各々の作業に適した構造を有する。

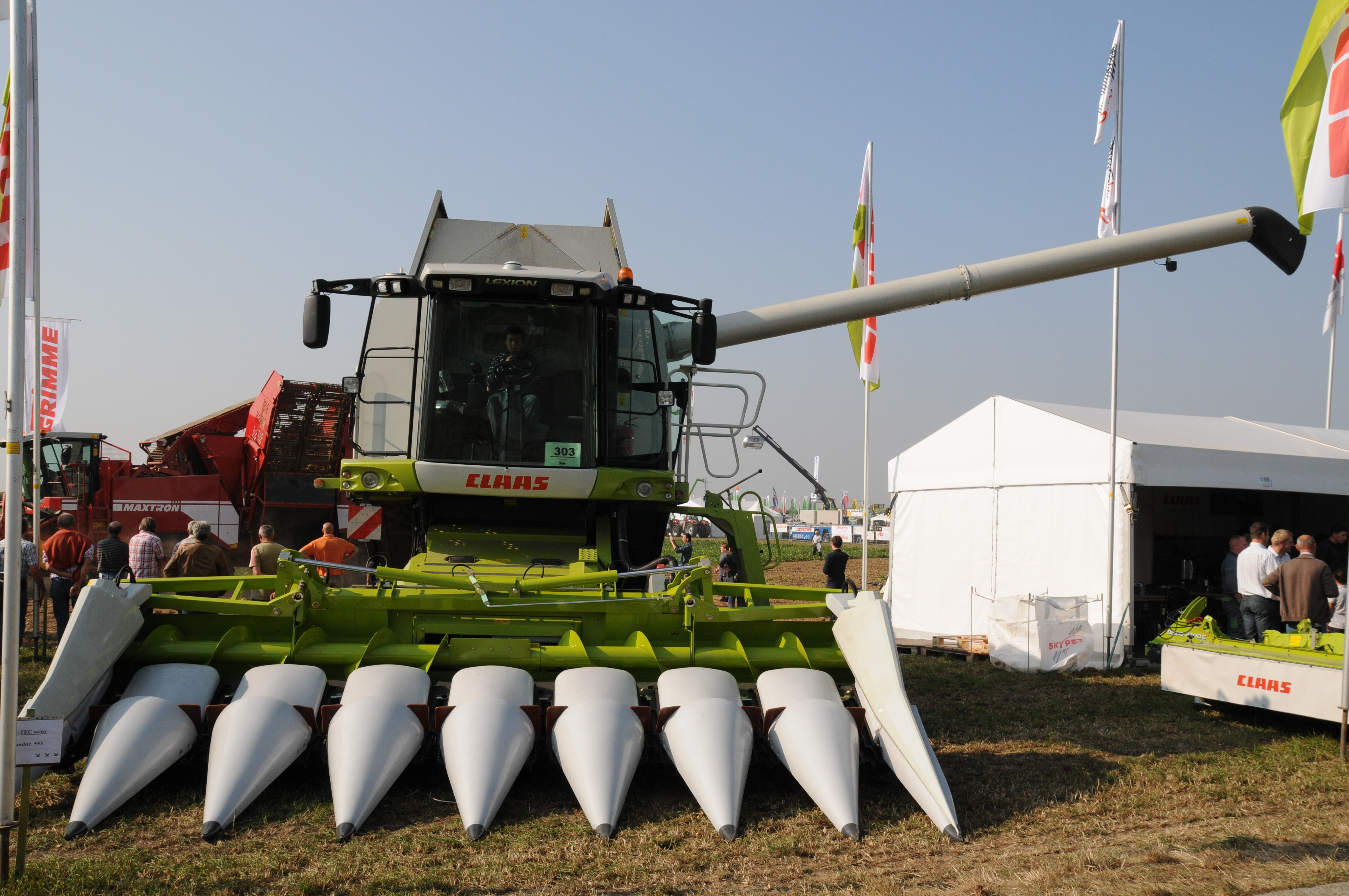
コンバインハーベスター
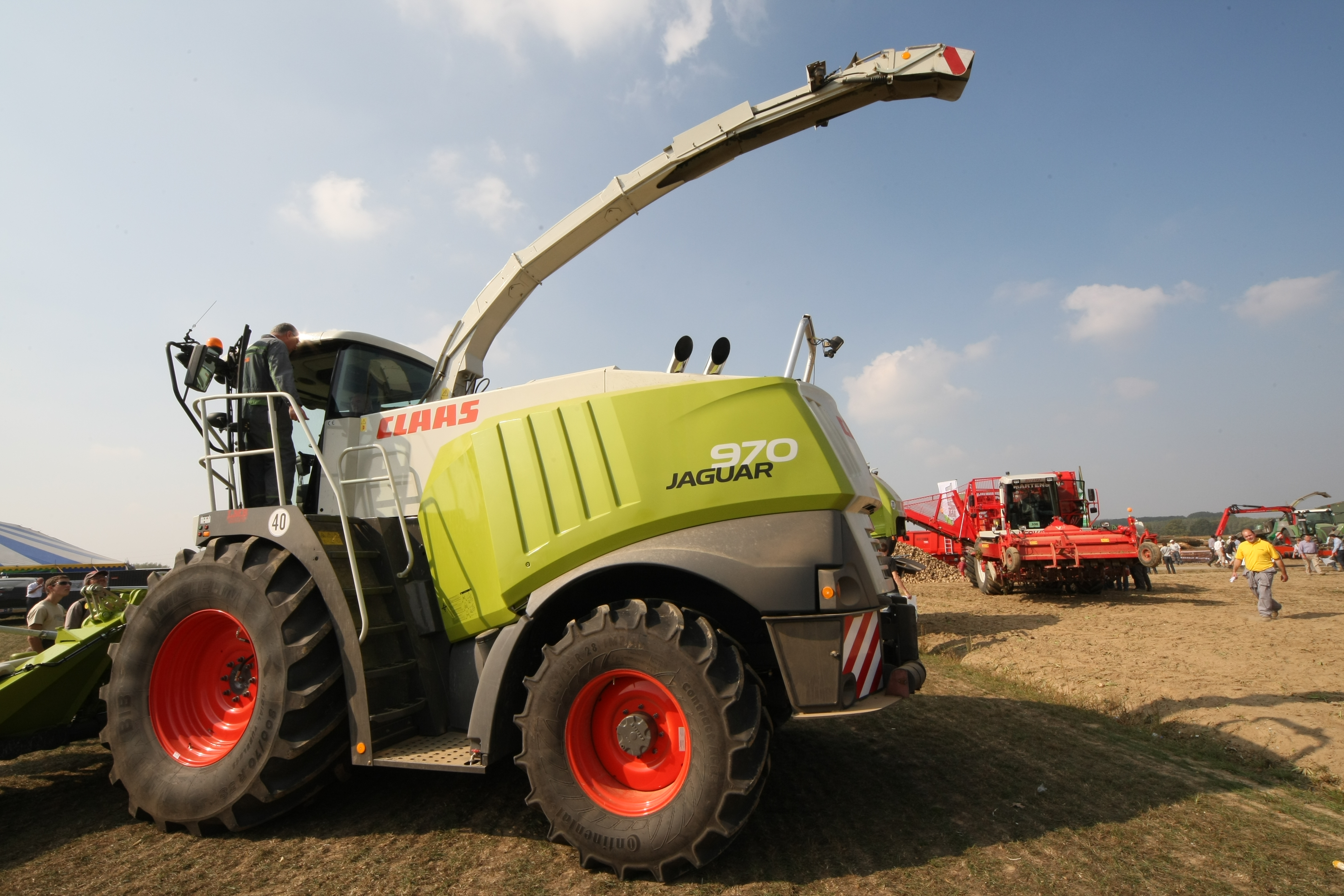
飼料収穫機
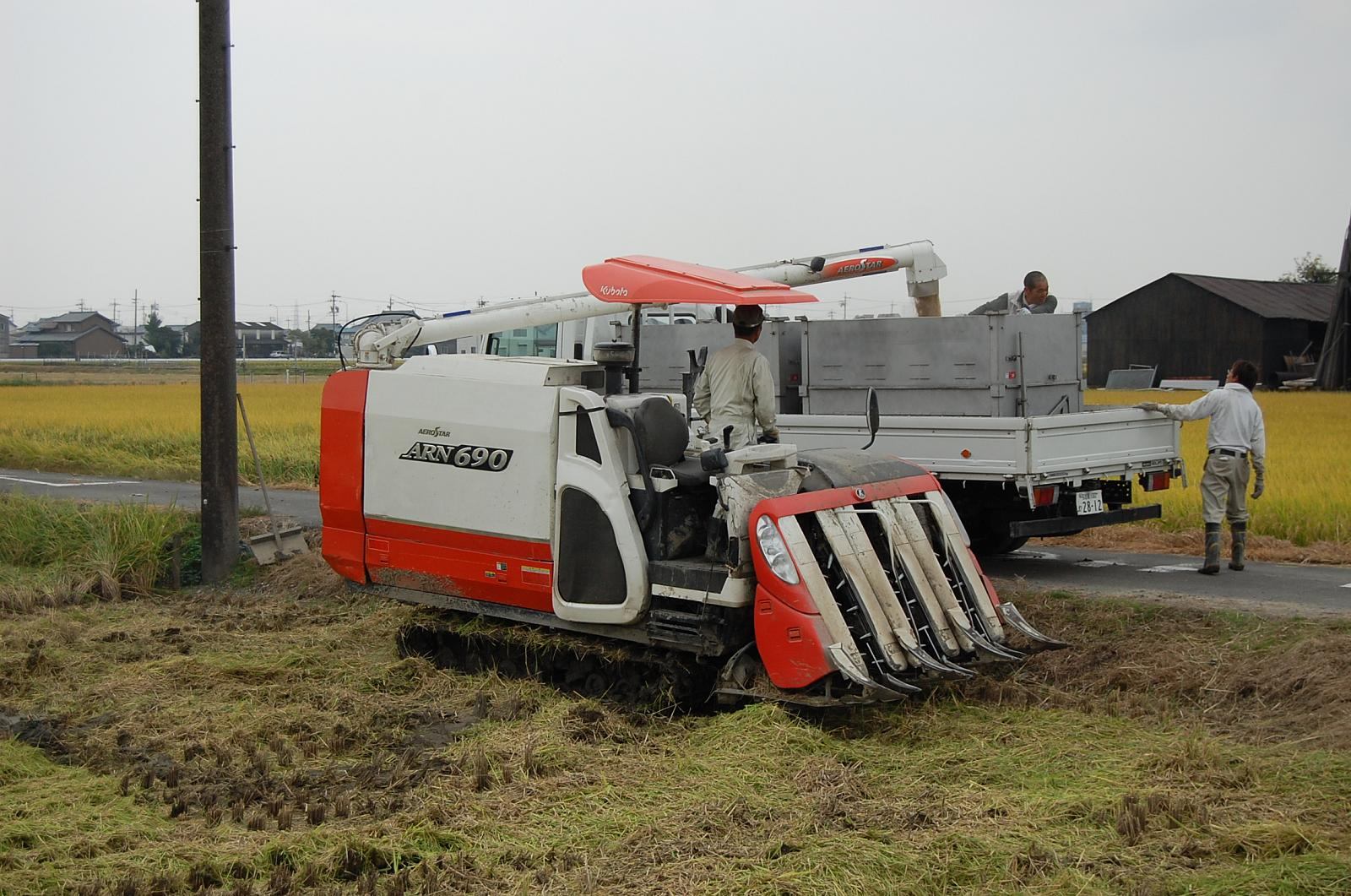
自脱型コンバイン
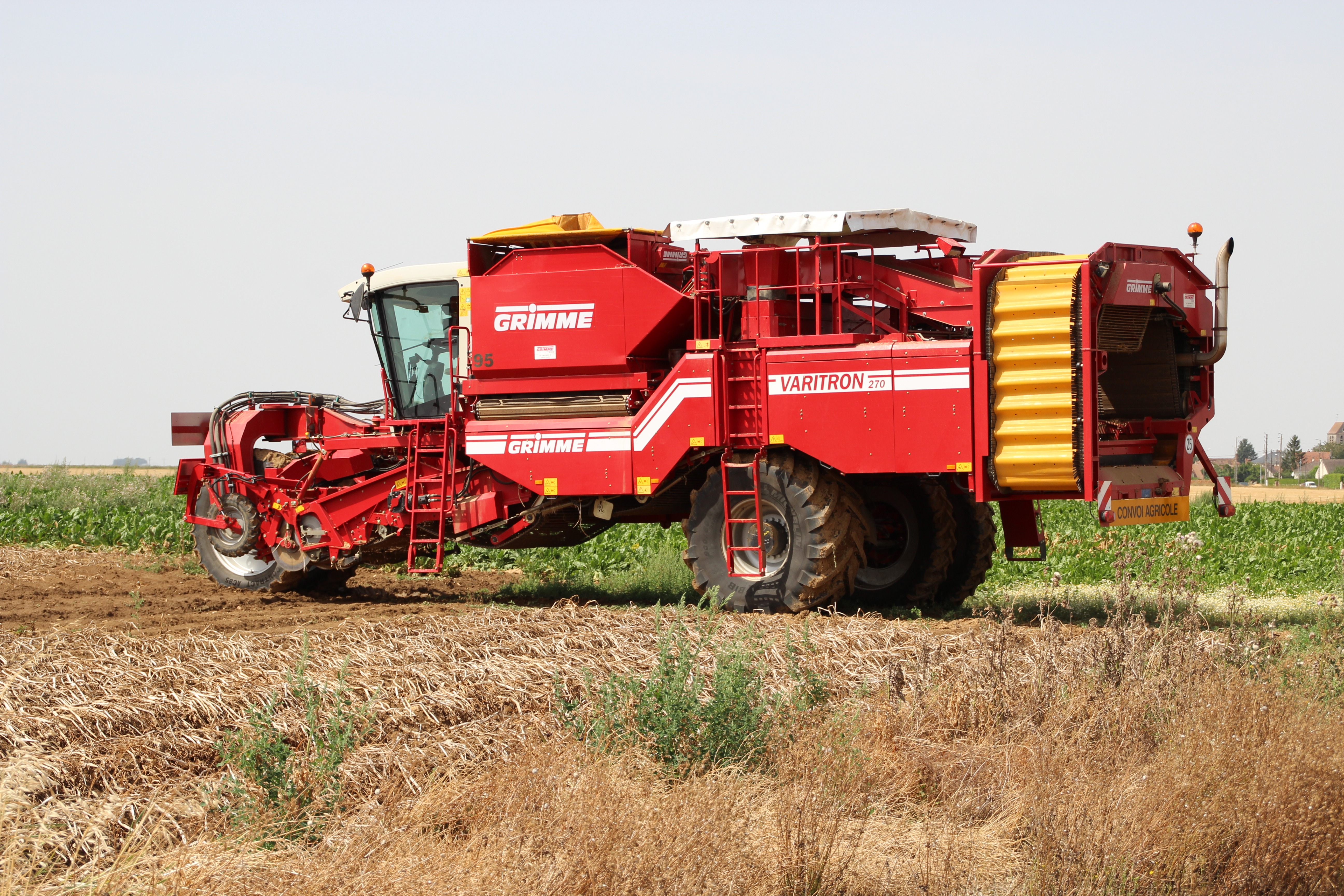
ジャガイモ収穫機
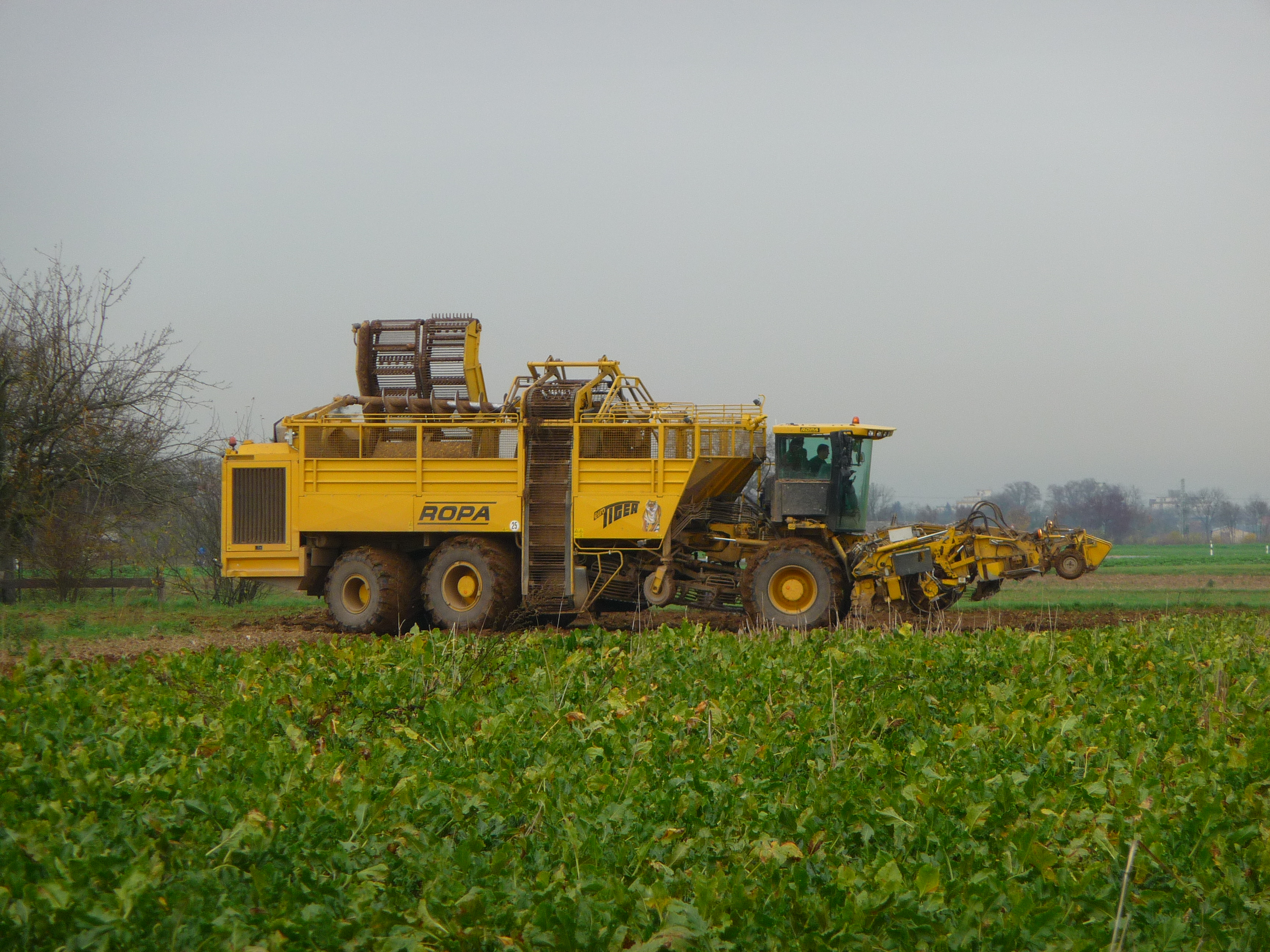
テンサイ収穫機
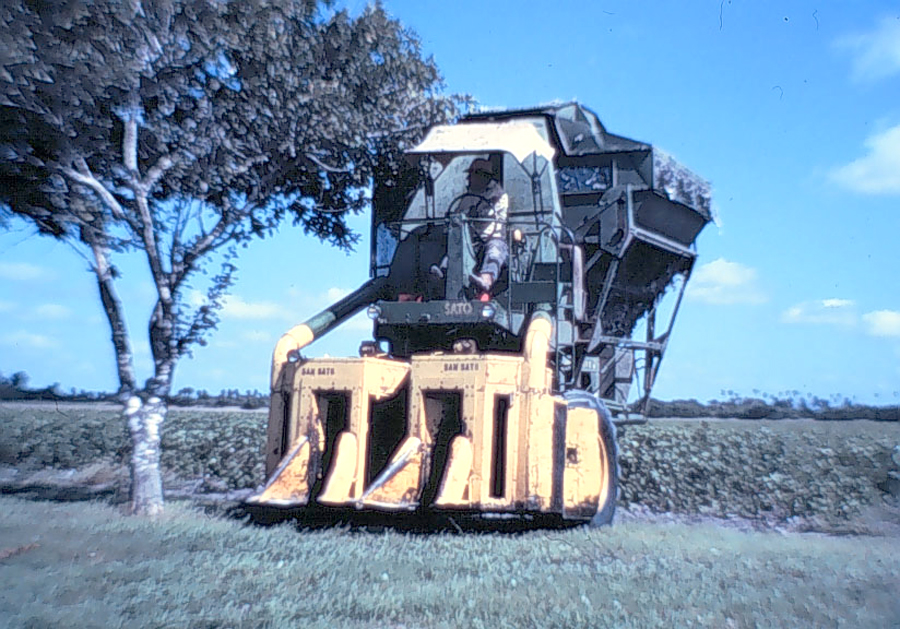
綿収穫機
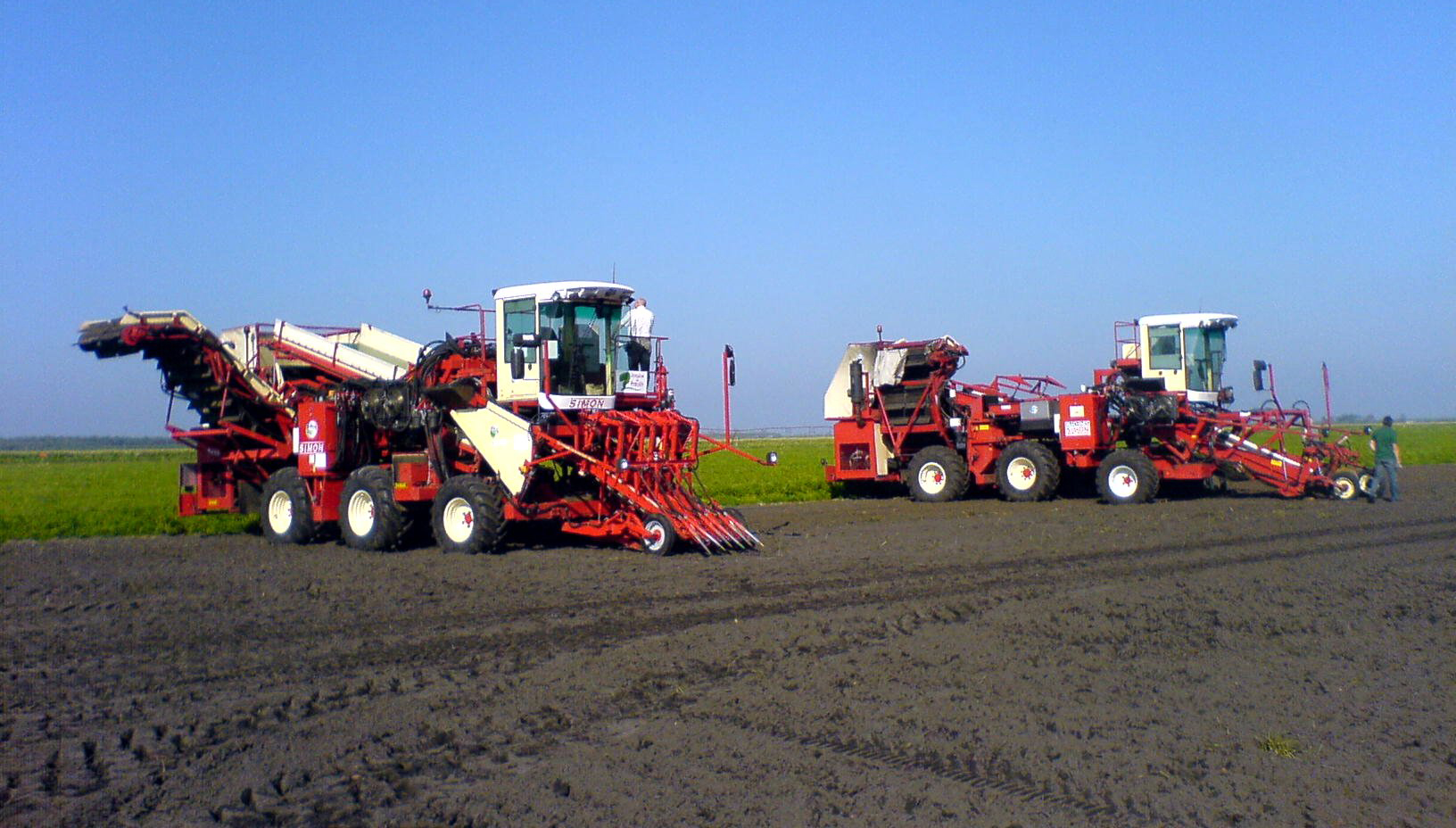
ニンジン収穫機
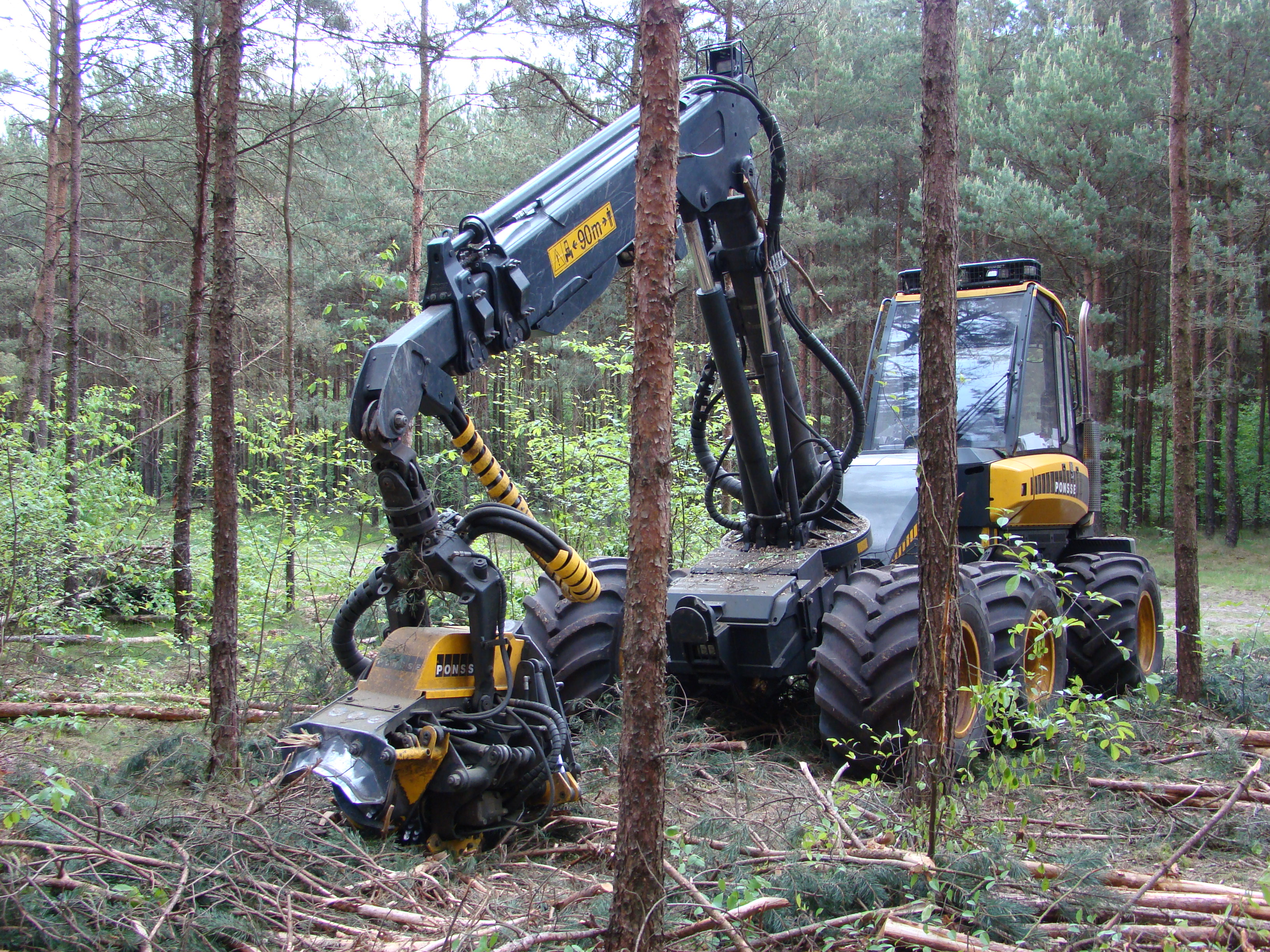
木材伐採機

## 構造

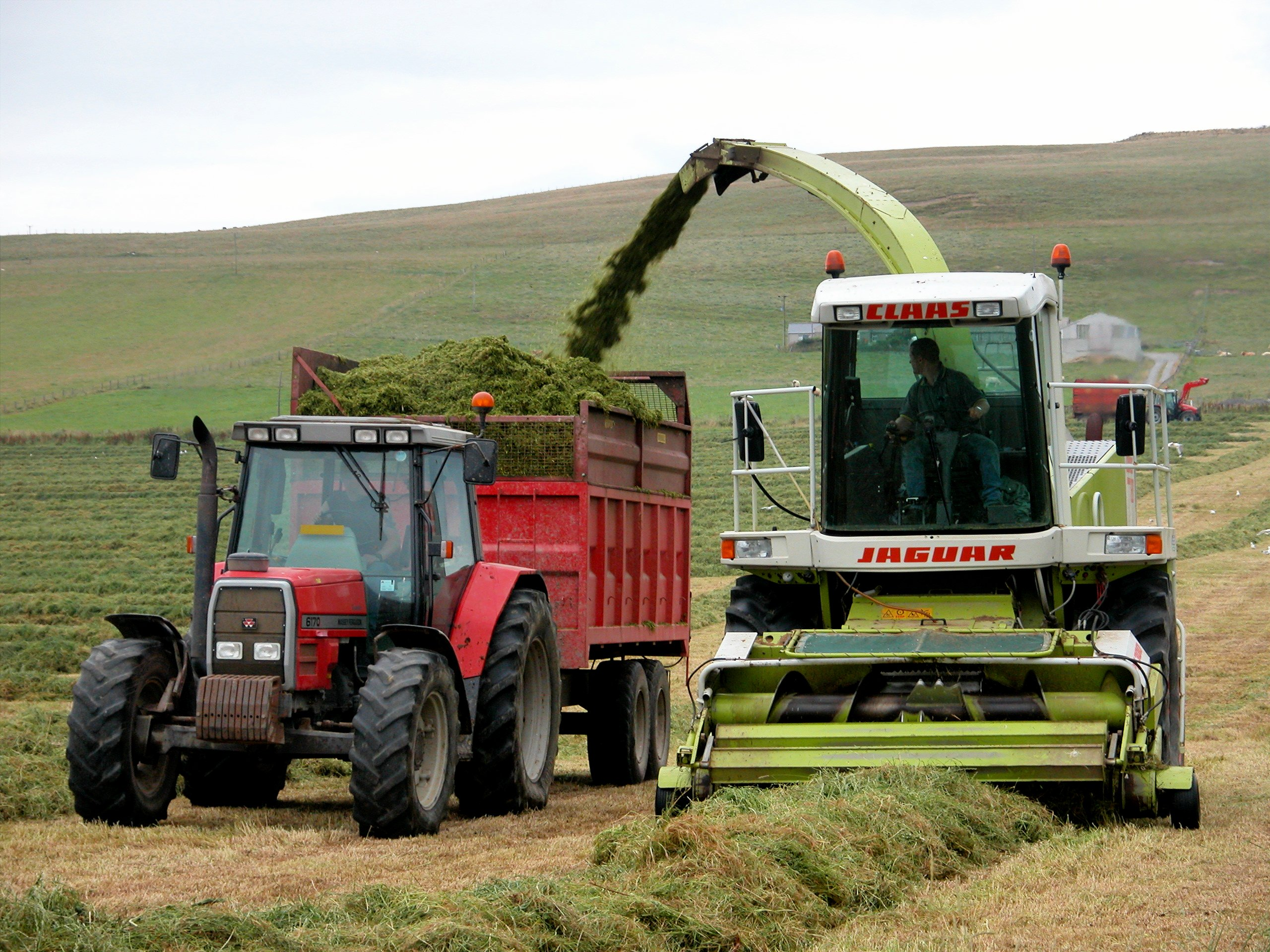
刈り取った牧草を収穫する飼料収穫機。機内で裁断後、直ぐに牧草を排出する。

構造は作業内容に応じて決まり、作業内容は作物によって異なるため、ハーベスターというカテゴリーに属する機械であってもその構造は目的によって大きく異なる。
例えばトウモロコシや麦類は地表に出ている茎に成る植物であるため、コンバインハーベスターは茎を切断して刈り取り、可食部の部分とそれ以外の部分に選別し、可食部をタンクに貯めてそれ以外は排出する機能に応じた構造を持つ。これに対しテンサイは可食部が地中で育ち、地表には葉の部分だけを出す。よってビートハーベスターは地表の葉を切り取り、可食部を穿り出して貯める機能と構造を持つ。
飼料収穫機（フォーレージハーベスター）は飼料用トウモロコシを刈り取ることもあるが、コンバインとは異なった構造となる。トウモロコシを茎から刈り取る点ではコンバインと類似しているが、刈り取ったものは機内にあるカッターに送り込まれて裁断され、機内に貯めずにすぐに排出される。よって刈り取り時には排出された飼料を積載するトラックが併走するか、ハーベスター自体にワゴンを連結あるいは取り付けるなどの対応が必要である。
木材伐採機は「伐採」「枝払い」「玉切り」の三つの作業をこなす。クレーンようなアームの先に作業部が付けられており、これで木を挟みこんで伐採し、木材を保持したまま横に倒して枝払いと切りわけを行う。

## 自走式と牽引式

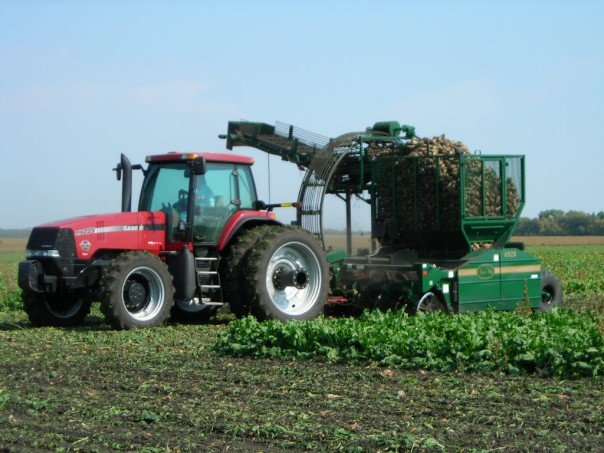
牽引式テンサイ収穫機。トラクターに連結して使えるが、処理能力は低い。

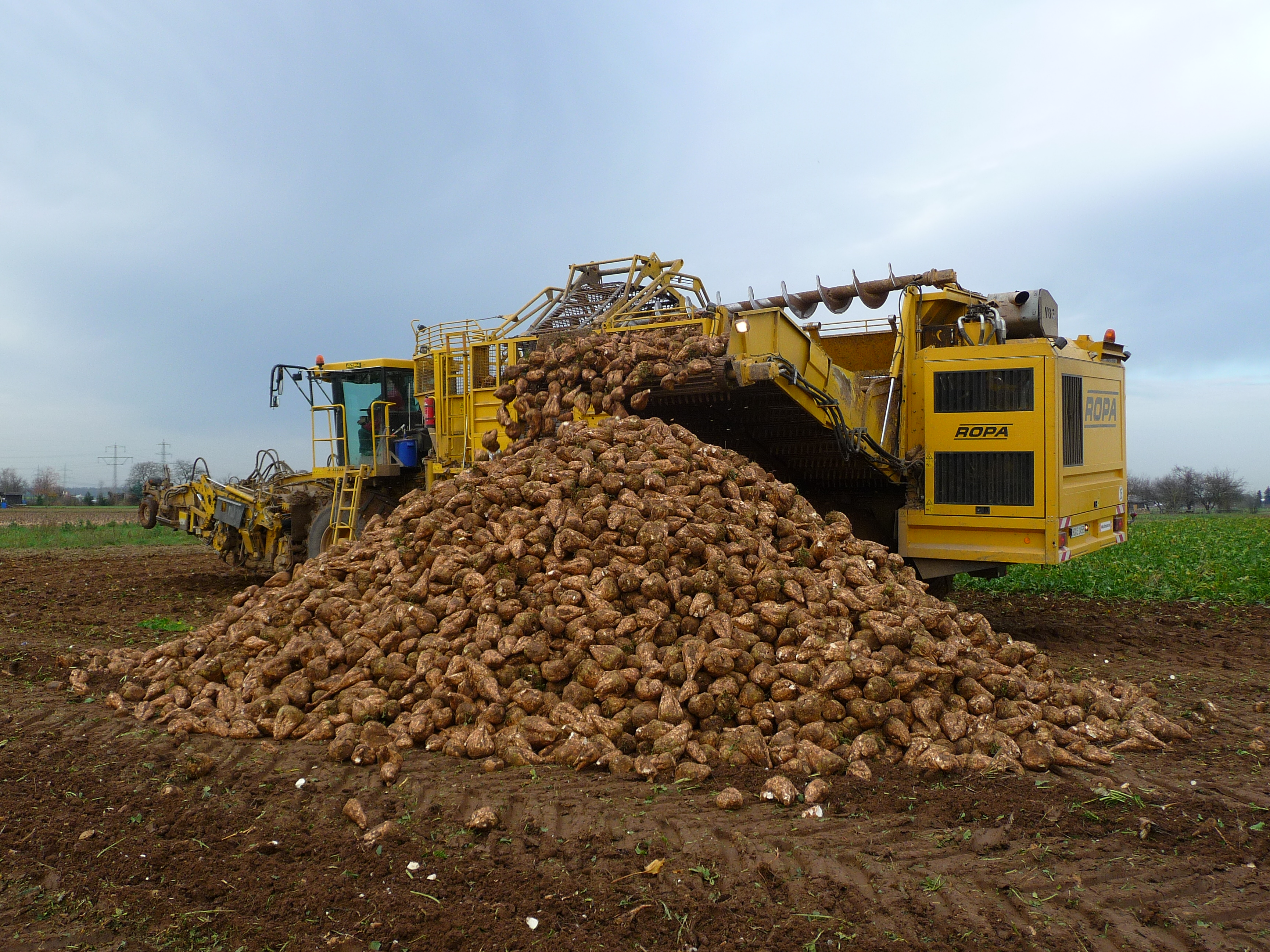
自走式テンサイ収穫機。処理能力は高いものの、高価である。

ハーベスターにはエンジンと駆動装置を搭載し自走するものと、トラクターに牽引されるものの二つがある。自走式は、特に大型のものは処理能力が高く作業効率が良い反面、物によっては導入コストが日本円で数千万円になる場合もあり、経営規模の小さな農家には向かない。一方で牽引式はあまり大きくないので、処理能力の面では自走型には及ばないが、それとトレードオフで導入コストが低いため、小規模経営の農家にとってはコストパフォーマンスが高い場合もある。経営規模と導入コストによって、どちらが最適解かは変わる。
上記は一般論であって、全世界・全機種一律というわけではない。例えば日本の自脱型コンバインは国内の水稲に適応し発展してきたため、現在では自走式のものが小型のものから大型のものまで幅広く用意されており、自走式と牽引式の特徴とコスト差の話は全く当てはまらない。

## 日本

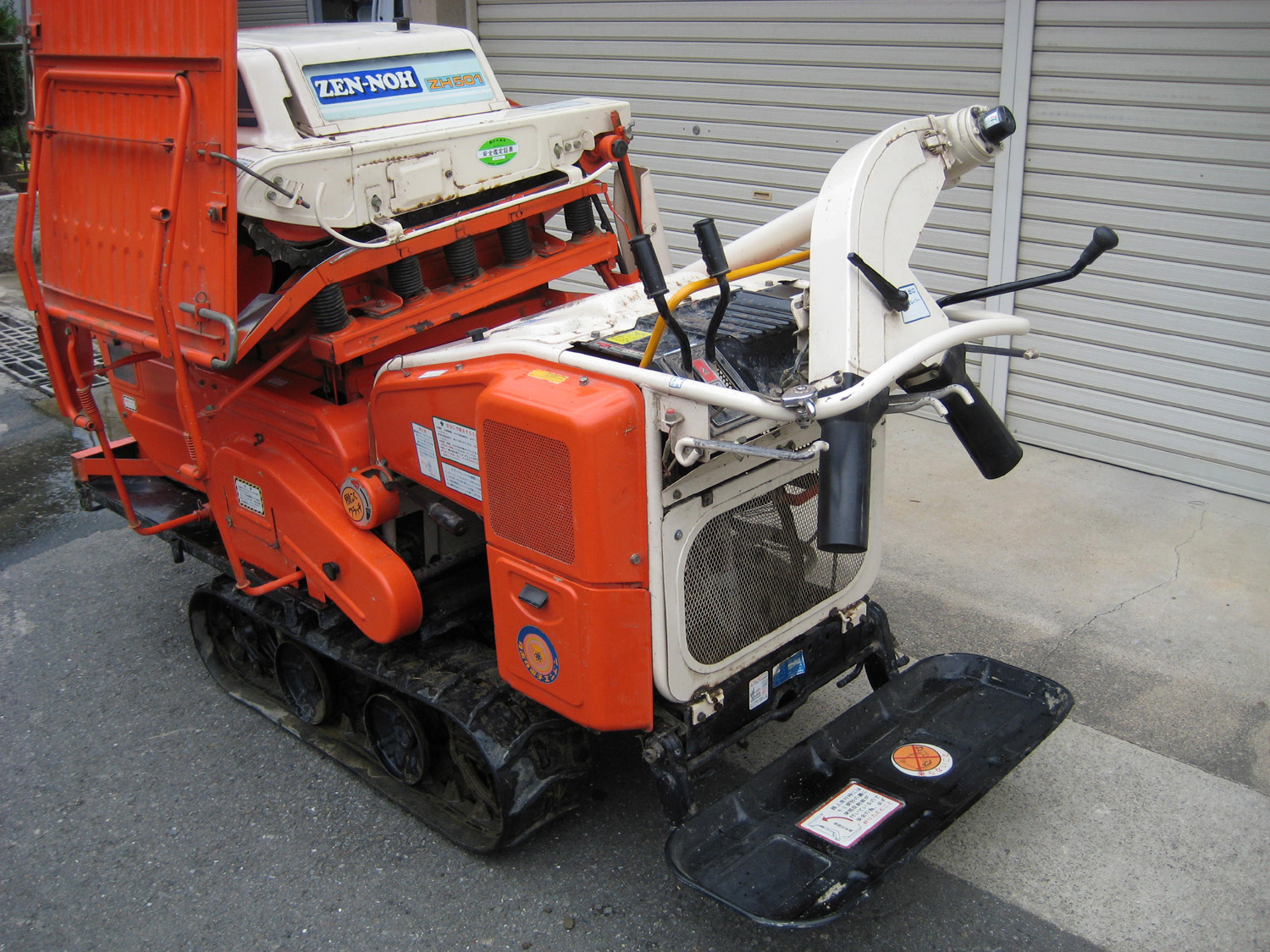
ハーベスター

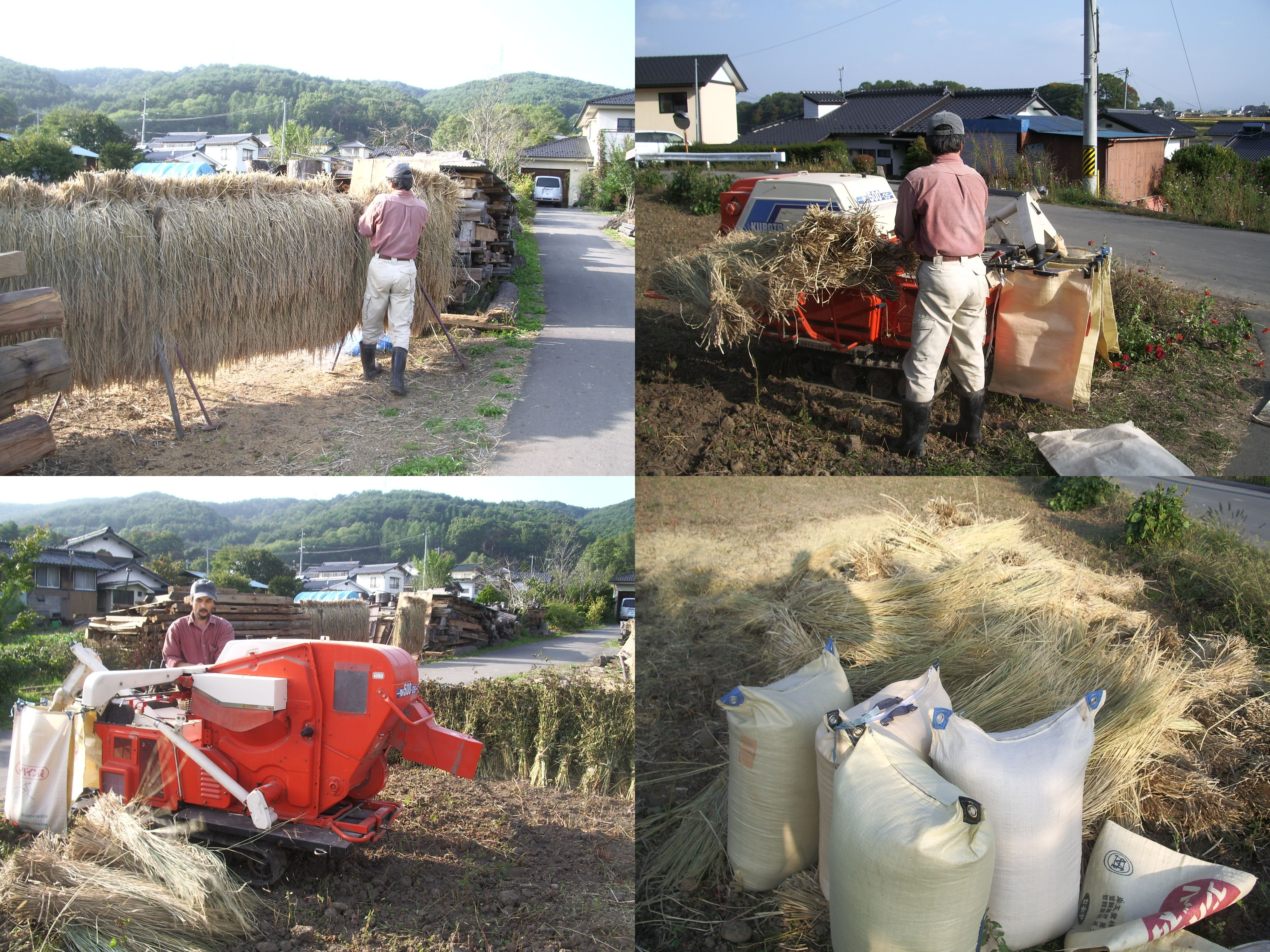
ハーベスターでの脱穀作業

日本では、脱穀機の一種である自走自脱型脱穀機を指す場合が多く、刈り取りと同時に脱穀するコンバインとは明確に区別される。輸出（主に稲作地域 = 東南アジア向け）される場合の名称は動力脱穀機（ power thresher パワースレッシャー）となっている。
ハーベスターは脱穀機にエンジンと自走できるための移動用クローラを取り付けたもので、米の場合、刈り取った稲から藁を取り除いて籾に仕上げる工程で使用される。

### 背景
ハーベスターは、脱穀機に移動可能な台車が一体化された機械と見なすことができる。
ハーベスターが開発されるまでは、脱穀作業では脱穀機とそれを駆動するための動力源として原動機、つまり発動機や耕耘機（歩行型トラクター）を圃場まで運び、原動機から平ベルトで作業機である脱穀機に動力を供給して脱穀作業を行っていた。これに対し、作業を簡略にするため移動可能な台車が一体化された機械としてハーベスターが開発された。自走自脱機とも呼ばれ、その機械本体に内蔵されたガソリンまたは軽油で稼働する発動機（エンジン）を動力源とする。乗用型と歩行型がある。
歴史的には、脱穀機の発展的な開発がハーベスターの登場につながっている。ハーベスターが普及するとともに、移動が困難な脱穀機の利用は廃れた。

### 衰退
さらに昭和40年代後半には刈り取りと脱穀の同時作業が出来るコンバインが発明されるに至って、ハーベスターの利用は減少している。
しかし、ハーベスターはコンバインに比較して機械本体がコンパクトに設計できるため、大型機械の導入が困難な中山間地域では依然として根強い需要がある。

### 林業用ハーベスターの導入

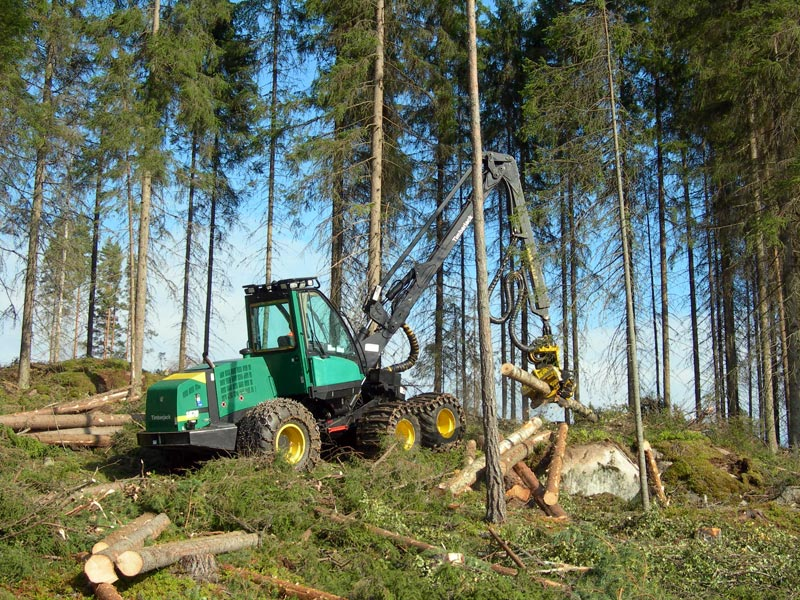
作業中のハーベスター

立木を収穫する際に必要な、伐倒、枝払い、玉切り、集積の一連の作業を一台で行う機械。立木をつかむ、チェーンソーで切断する、枝を切り払う、長さを測定して切るといった一連の動作を行うフェリングヘッドと呼ばれるアタッチメントが伸縮可能なアームの先に装着された構造をしている。また、フェリングヘッド単体を油圧ショベルのアタッチメントとして使用することもできる。森林が平坦地で車両の入れ込みが容易な北欧で普及したが、1985年（昭和60年）頃より日本国内への導入が始まり、2008年（平成20年）には保有台数が633台を数えた。ジョン・ディアのブランド名で知られるディア・アンド・カンパニーは急峻な森林でも安定して作業ができるという点から、6本の脚で歩行して移動するハーベスターを1980年代末から1990年代にかけて試験的に開発を進めていた。すべての脚をコンピュータ制御することによりジョイスティック一本で操縦することができ、実際に歩行移動する様子やアームを装着し伐採作業を行う動画を公開していた。